# Atractylis mernephthae
Atractylis mernephthae là một loài thực vật có hoa trong họ Cúc. Loài này được Asch., Schweinf. & Letourn. mô tả khoa học đầu tiên năm 1887.